# COROT-16
COROT-16 — звезда, которая находится в созвездии Щита на расстоянии около 2739 световых лет от нас. Вокруг звезды обращается, как минимум, одна планета.

## Характеристики
COROT-16 представляет собой жёлтый карлик главной последовательности, и по своим характеристикам напоминает Солнце. Масса и радиус звезды составляют 1,09 и 1,19 солнечных соответственно. Температура поверхности приблизительно равна 5650 кельвинам. Возраст звезды оценивается в 6,73 миллиардов лет. COROT-16 получила своё наименование благодаря космическому телескопу COROT, обнаружившему у неё планету.

## Планетная система
В 2010 году группой астрономов, работающих в рамках программы COROT, было объявлено об открытии планеты COROT-16 b в данной системе. Это горячий газовый гигант, имеющий массу, равную 53% массы Юпитера. Планета обращается на расстоянии 0,06 а. е. от родительской звезды, совершая полный оборот за 5,3 суток. Открытие было совершено транзитным методом.